# ロシア・リバータリアン運動
ロシア・リバータリアン運動（ロシア語: Российской Либертарианской Движение 、Rossiyskoye Libertarianskoye Dvizhenie）は、ロシアの政党。2003年8月22日、ウラジミール・ジデンコらによって創設された。2006年までは存在したが、現在ほぼ解散状態。